# Рихтер, Иеремия Беньямин
Иеремия Вениамин Рихтер (нем. Jeremias Benjamin Richter) (10 марта 1762, Хиршберг, Силезия — 4 мая 1807, Берлин) — немецкий химик, один из основателей учения о стехиометрии.

## Биография
По профессии инженер-строитель; семь лет прослужил в корпусе военных инженеров. С 1785 изучал математику и философию в Кёнигсбергском университете, где слушал лекции Иммануила Канта, от которого воспринял многие философские и естественнонаучные идеи. Ещё до поступления в университет Рихтер интересовался химией и физикой; химию он изучал по «Химическому словарю» Макёра. С 1794 работал пробирщиком в Бреслау, затем при управлении Берлинского горного округа. С 1798 — химик фарфоровой мануфактуры в Берлине. Иностранный член-корреспондент Петербургской АН (с 1800).

## Научная работа

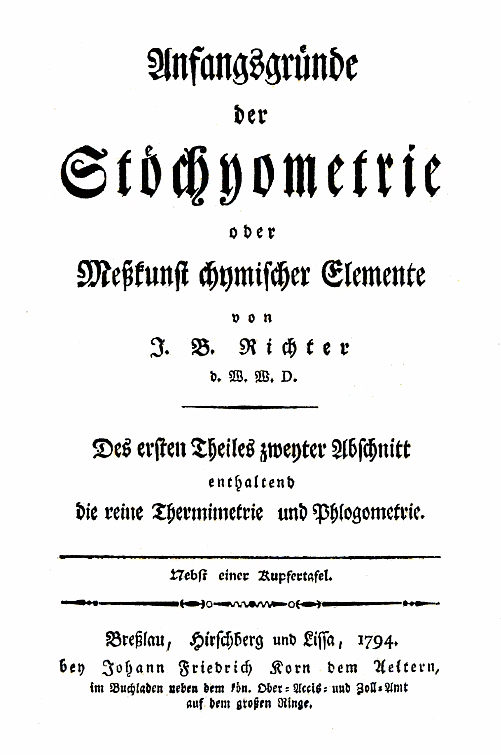
Титульный лист второго издания книги Рихтера

В своих научных работах Рихтер стремился отыскать математические зависимости в химических реакциях. Много лет он занимался анализами солей с целью установления в них численных соотношений между содержанием кислот и оснований. На основе полученных данных составил ряды относительных весовых количеств кислот, которые необходимы для нейтрализации определённого количества какой-либо щёлочи и, наоборот, щелочей, необходимых для нейтрализации определённого количества какой-либо кислоты (т. н. ряды нейтрализации). Соединительные веса, приведенные в рядах нейтрализации, по мнению Рихтера, могли служить мерой силы химического сродства.
В 1792—1794 он опубликовал работу «Начала стехиометрии, или способ измерения химических элементов» (J. B. Richter. Anfangsgründe der Stöchyometrie oder Meßkunst chymischer Elemente. Erster, Zweyter und Dritter Theil. — Breßlau und Hirschberg), в которой показал, что при образовании соединений элементы вступают во взаимодействие в строго определённых соотношениях, впоследствии названных эквивалентами. Термин «стехиометрия», введённый Рихтером, и должен был означать измерение соотношений, в которых химические элементы реагируют друг с другом. В своих работах Рихтер привёл первые в истории химии количественные уравнения реакций.
Работы Рихтера довольно долгое время оставались малоизвестны его современникам; только в 1802 немецкий химик Г. Э. Фишер составил на основе данных Рихтера таблицу химических эквивалентов, которую привёл в комментариях к немецкому переводу книги К. Л. Бертолле «Исследование законов сродства». В 1803 Бертолле включил ряды нейтрализации Рихтера в свою книгу «Опыт химической статики».
Открытия Рихтера положили начало бурному развитию количественных исследований в химии, способствовали обоснованию химической атомистики, оказали влияние на исследования У. Г. Волластона и Й. Я. Берцелиуса.